# Vodafone Kabel Deutschland
Vodafone Deutschland GmbH (до 29 января 2014 Kabel Deutschland) — крупнейший оператор кабельного телевидения в Германии. Основана в 2003 году. С сентября 2013 по 29 января 2014 года шёл процесс её поглощения британской компанией British Vodafone Group, пока компания не стала подразделением Vodafone Group.

## История
Vodafone Deutschland действует в 13 из 16 федеральных земель ФРГ (кроме Баден-Вюртемберга, Северного Рейна — Вестфалии и Гессена). В 2006 году из 15,4 млн. домов, через которые проходили линии связи Kabel Deutschland, компания обслуживала 9,6 млн., но из этих потенциальных абонентов всего одна треть были непосредственными клиентами Kabel Deutschland. В крупных жилых комплексах кабельные сети обслуживаются связанными с Kabel Deutschland операторами кабельных сетей или управляющими компаниями.
Компания де-юре основана в январе 1999 года бывшей монопольной компанией Deutsche Telekom под названием Deutsche Telekom Kabel Services GmbH (DeTeKS) с целью выделения в отдельный спектр услуг кабельного телевидения согласно внутренним документам. Кабельное телевидение появилось в середине 1980-х годов и развивалось стараниями Федеральной почтовой службы Германии. Kabel Deutschland была разделена на девять региональных компаний: к 2002 году из них три были проданы другим крупным инвесторам, оставшиеся шесть были проданы в 2003 году американским инвестиционным компаниям Providence Equity Partners, Apax Partners и Goldman Sachs Capital Partners. С февраля 2006 по сентябрь 2010 Kabel Deutschland почти полностью принадлежала Providence Equity Partners.
24 июня 2013 года компания Vodafone предложила выкупить Kabel Deutschland за €7,7 млрд. Совет директоров поддержал заявку, отдав предпочтение Vodafone, а не Liberty Global. 23 сентября сделку подтвердила Еврокомиссия, и Vodafone приобрела 76,57% акций компании.

## Услуги
В базовый план услуг Vodafone Deutschland входят около 30 бесплатных аналоговых телеканалов, а также примерно столько же AM- и FM-радиостанций. Все аналоговые телеканалы доступны в цифровом формате DVB-C, остальные 70 телеканалов из расширенного пакета Plus не доступны для аналогового телевещания. Абоненты за плату могут получить доступ к 100 цифровым платным телеканалам по принципу подписки: к этим телеканалам относятся как собственные предложения Kabel Deutschland, так и каналы других крупных платных вещателей (Sky Deutschland). С 1 февраля 2012 года Kabel Deutschland не использует услуги спутникового вещания, отказавшись от спутника Astra 23.5°E и переключившись на наземную волоконную сеть.
Помимо этого, Vodafone Deutschland с ноября 2014 предлагает доступ в Интернет на скорости 200 Мбит/с получения данных и 12 Мбит/с отправки данных, а также услуги телефонной связи Kabel Phone. По сложившимся исторически обстоятельствам компания не предлагает свои услуги прямо всем, кто подключён к её сети, поскольку прямыми пользователями является только треть от абонентов. Предшественник Kabel Deutschland в лице Федеральной почтовой службы возлагала обязанность по обслуживанию кабельных сетей на другие компании или владельцев домов. По этой причине Kabel Deutschland заключает контракты с сотнями малых кабельных операторов.